# 根本原因解析
根本原因解析（英：Root cause analysis (略：RCA)）は、原因分析評価の一つで、本来は事故などの根本原因の究明が目的の評価方法である。
航空分野、医療分野、工業分野など幅広い分野で用いられる。このため、分野間で違いが出る可能性がある。
本来の事故原因の評価だけではなく、対策の評価にも応用することもある。

## ステップ(基本形)
RCAは次の4つの基本ステップで構成される。(各分野などで違いがあるため、基本的なステップのみの説明である。)
1. 問題点明確化。問題点の明確化と説明。
2. 時系列現象。通常の状況から問題が発生するまでのタイムラインでの情報収集と整理。
3. 原因追求。根本原因と他の原因要因を区別（ここでFTAなどを使用）。
4. 検証。根本原因と問題の間の因果関係グラフからの検証。

## 分析方法
- なぜなぜ分析  (Five whys)
- 4M (安全工学)
- 防護層解析 （Layer of protection analysis , LOPA）
- バリア分析 (Barrier Analysis）
- FMEA （Failure Mode and Effect Analysis）
- 石川馨の特性要因図 （フィッシュボーン・ダイアグラム）
- パレート分析
- フォルトツリー解析(FTA)
- SWIFT (リスクアセスメント)

## 関連事項
- リスクアセスメント
- Medical Safer（Medical Systematic approach for error reduction）
- HAZOP
- VA-RCA (Veterans Administration Hospital - RCA)  - 医療分野
- 4M-5E - 対策を環境(4M)と対策種類(5E)で整理し分析する手法[1]